# Liste des chapelles de l'Essonne
La liste des chapelles de l'Essonne présente les chapelles de culte catholique situées sur le territoire des communes du départements français de l'Essonne.
Il est fait état des diverses protections dont elles peuvent bénéficier, et notamment les inscriptions et classements au titre des monuments historiques.

## Rattachement diocésain des églises catholiques
En ce qui concerne le culte catholique, les églises sont situées dans le diocèse d'Évry-Corbeil-Essonnes.
Les limites du diocèse d'Évry-Corbeil-Essonnes sont approximativement calquées sur celles du département français de l'Essonne, officiellement créé le 1er janvier 1968, augmenté des communes yvelinoises de Bonnelles et Sainte-Mesme.

## Liste
| Chapelle                                                             | Commune                   | Adresse | Coordonnées                      | Notice         | Protection | Date | Illustration                                          |
| -------------------------------------------------------------------- | ------------------------- | ------- | -------------------------------- | -------------- | ---------- | ---- | ----------------------------------------------------- |
| Chapelle Saint-Roch de Villeneuve                                    | Angerville                |         | 48° 17′ 29″ nord, 2° 00′ 40″ est |                |            |      | Chapelle Saint-Roch de Villeneuve                     |
| Chapelle Saint-Louis de l'Hôtel-Dieu d'Arpajon                       | Arpajon                   |         | 48° 35′ 24″ nord, 2° 14′ 55″ est |                |            |      | Image manquante Téléverser                            |
| Chapelle Notre-Dame-de-l'Air d'Athis-Mons                            | Athis-Mons                |         | 48° 43′ 03″ nord, 2° 24′ 17″ est |                |            |      | Chapelle Notre-Dame-de-l'Air d'Athis-Mons             |
| Chapelle du château de Ballainvilliers                               | Ballainvilliers           |         | 48° 40′ nord, 2° 17′ est         |                |            |      | Chapelle du château de Ballainvilliers                |
| Chapelle Saint-Blaise de Ballancourt-sur-Essonne                     | Ballancourt-sur-Essonne   |         | 48° 31′ 07″ nord, 2° 22′ 07″ est |                |            |      | Chapelle Saint-Blaise de Ballancourt-sur-Essonne      |
| Chapelle Notre-Dame-du-Sauvageon de Brunoy                           | Brunoy                    |         | 48° 42′ 18″ nord, 2° 30′ 38″ est |                |            |      | Image manquante Téléverser                            |
| Chapelle de Bonnevaux                                                | Buno-Bonnevaux            |         | 48° 22′ 34″ nord, 2° 23′ 38″ est | « PA00087844 » | Inscrit MH | 1950 | Chapelle de Bonnevaux                                 |
| Chapelle Notre-Dame de Montjay                                       | Bures-sur-Yvette          |         | 48° 41′ 02″ nord, 2° 09′ 32″ est |                |            |      | Chapelle Notre-Dame de Montjay                        |
| Chapelle du manoir du Tronchet                                       | Chalo-Saint-Mars          |         | 48° 26′ 14″ nord, 2° 03′ 17″ est |                |            |      | Chapelle du manoir du Tronchet                        |
| Chapelle de la papeterie Darblay de Corbeil-Essonnes                 | Corbeil-Essonnes          |         | 48° 35′ 41″ nord, 2° 28′ 09″ est |                |            |      | Chapelle de la papeterie Darblay de Corbeil-Essonnes  |
| Chapelle du château de Courson-Monteloup                             | Courson-Monteloup         |         | 48° 36′ 02″ nord, 2° 08′ 50″ est |                |            |      | Image manquante Téléverser                            |
| Chapelle de l'Hôpital Dupuytren de Draveil                           | Draveil                   |         | 48° 40′ 43″ nord, 2° 25′ 30″ est |                |            |      | Image manquante Téléverser                            |
| Chapelle Sainte-Hélène de Draveil                                    | Draveil                   |         | 48° 41′ 07″ nord, 2° 24′ 29″ est | « IA91000809 » |            |      | Chapelle Sainte-Hélène de Draveil                     |
| Chapelle de l'IMP de Draveil                                         | Draveil                   |         | 48° 40′ 43″ nord, 2° 25′ 30″ est |                |            |      | Image manquante Téléverser                            |
| Chapelle de l'Hôpital Joffre de Draveil                              | Draveil                   |         | 48° 39′ 58″ nord, 2° 25′ 47″ est |                |            |      | Image manquante Téléverser                            |
| Chapelle du domaine de Soucy                                         | Fontenay-lès-Briis        |         | 48° 36′ 30″ nord, 2° 09′ 52″ est |                |            |      | Chapelle du domaine de Soucy                          |
| Chapelle Saint-Blaise-des-Simples de Milly-la-Forêt                  | Milly-la-Forêt            |         | 48° 23′ 57″ nord, 2° 28′ 28″ est | « PA00087957 » | Classé MH  | 2015 | Chapelle Saint-Blaise-des-Simples de Milly-la-Forêt   |
| Chapelle de l'institution Sainte-Thérèse de Montgeron                | Montgeron                 |         | 48° 42′ 32″ nord, 2° 27′ 22″ est |                |            |      | Chapelle de l'institution Sainte-Thérèse de Montgeron |
| Chapelle Notre-Dame-de-l'Assomption de Montlhéry                     | Montlhéry                 |         | 48° 38′ 25″ nord, 2° 16′ 20″ est | « IA91000003 » |            |      | Chapelle Notre-Dame-de-l'Assomption de Montlhéry      |
| Chapelle Saint-Louis du château de Montlhéry                         | Montlhéry                 |         | 48° 38′ 07″ nord, 2° 16′ 23″ est |                |            |      | Chapelle Saint-Louis du château de Montlhéry          |
| Chapelle Notre-Dame-d'Espérance de Morangis                          | Morangis                  |         | 48° 41′ 53″ nord, 2° 19′ 29″ est |                |            |      | Chapelle Notre-Dame-d'Espérance de Morangis           |
| Chapelle Notre-Dame-de-Grâce de Morsang-sur-Orge                     | Morsang-sur-Orge          |         | 48° 39′ 08″ nord, 2° 21′ 10″ est | « EA91000011 » |            |      | Image manquante Téléverser                            |
| Chapelle de Nainville-les-Roches                                     | Nainville-les-Roches      |         | 48° 30′ 20″ nord, 2° 29′ 35″ est |                |            |      | Image manquante Téléverser                            |
| Chapelle Notre-Dame-de-la-Plaine de Montdétour                       | Orsay                     |         | 48° 40′ 57″ nord, 2° 10′ 57″ est |                |            |      | Chapelle Notre-Dame-de-la-Plaine de Montdétour        |
| Chapelle Saint-Pierre de Saint-Pierre-du-Perray                      | Saint-Pierre-du-Perray    |         | 48° 36′ 46″ nord, 2° 30′ 10″ est |                |            |      | Image manquante Téléverser                            |
| Chapelle du Sacré-Cœur de Sainte-Geneviève-des-Bois                  | Sainte-Geneviève-des-Bois |         | 48° 38′ 41″ nord, 2° 20′ 09″ est |                |            |      | Chapelle du Sacré-Cœur de Sainte-Geneviève-des-Bois   |
| Chapelle funéraire de Leïla Hagondokoff                              | Sainte-Geneviève-des-Bois |         | 48° 37′ 53″ nord, 2° 20′ 37″ est |                |            |      | Chapelle funéraire de Leïla Hagondokoff               |
| Chapelle du Cénacle de la communauté du Chemin-Neuf de Tigery        | Tigery                    |         | 48° 38′ 29″ nord, 2° 30′ 53″ est |                |            |      | Image manquante Téléverser                            |
| Chapelle Notre-Dame de Varennes                                      | Valpuiseaux               |         | 48° 24′ 31″ nord, 2° 18′ 02″ est |                |            |      | Image manquante Téléverser                            |
| Chapelle Saint-Augustin de Verrières-le-Buisson                      | Verrières-le-Buisson      |         | 48° 44′ 24″ nord, 2° 15′ 15″ est |                |            |      | Chapelle Saint-Augustin de Verrières-le-Buisson       |
| Chapelle Notre-Dame-des-Sables de Vigneux-sur-Seine                  | Vigneux-sur-Seine         |         | 48° 41′ 46″ nord, 2° 25′ 59″ est | « IA91000946 » |            |      | Chapelle Notre-Dame-des-Sables de Vigneux-sur-Seine   |
| Chapelle Saint-Sébastien de la Fontaine d'Yvette                     | Villebon-sur-Yvette       |         | 48° 41′ 50″ nord, 2° 12′ 58″ est |                |            |      | Chapelle Saint-Sébastien de la Fontaine d'Yvette      |
| Chapelle Saint-Michel du Mesnil-Racoin                               | Villeneuve-sur-Auvers     |         | 48° 27′ 20″ nord, 2° 15′ 24″ est |                |            |      | Image manquante Téléverser                            |
| Chapelle du petit séminaire de Viry-Châtillon                        | Viry-Châtillon            |         | 48° 40′ 11″ nord, 2° 22′ 30″ est |                |            |      | Chapelle du petit séminaire de Viry-Châtillon         |
| Chapelle Sainte-Hélène du couvent Sainte-Hélène d'Épinay-sous-Sénart | Épinay-sous-Sénart        |         | 48° 41′ 39″ nord, 2° 30′ 48″ est |                |            |      | Image manquante Téléverser                            |
| Chapelle Saint-Dominique-Savio d'Épinay-sur-Orge                     | Épinay-sur-Orge           |         | 48° 40′ 48″ nord, 2° 19′ 18″ est |                |            |      | Chapelle Saint-Dominique-Savio d'Épinay-sur-Orge      |
| Chapelle de l'hôpital Durand d'Étampes                               | Étampes                   |         | 48° 27′ 25″ nord, 2° 11′ 29″ est |                |            |      | Image manquante Téléverser                            |
| Chapelle Notre-Dame-de-la-Trinité de Faubourg-Saint-Pierre           | Étampes                   |         | 48° 25′ 42″ nord, 2° 10′ 15″ est |                |            |      | Image manquante Téléverser                            |
| Chapelle Saint-Jean-Baptiste de Guinette                             | Étampes                   |         | 48° 26′ 11″ nord, 2° 08′ 46″ est |                |            |      | Image manquante Téléverser                            |
| Chapelle de l'Hôtel-Dieu d'Étampes                                   | Étampes                   |         | 48° 26′ 07″ nord, 2° 09′ 48″ est |                |            |      | Chapelle de l'Hôtel-Dieu d'Étampes                    |
| Chapelle Notre-Dame-de-Sion d'Évry                                   | Évry-Courcouronnes        |         | 48° 38′ 37″ nord, 2° 26′ 09″ est |                |            |      | Chapelle Notre-Dame-de-Sion d'Évry                    |